# Avion de brousse

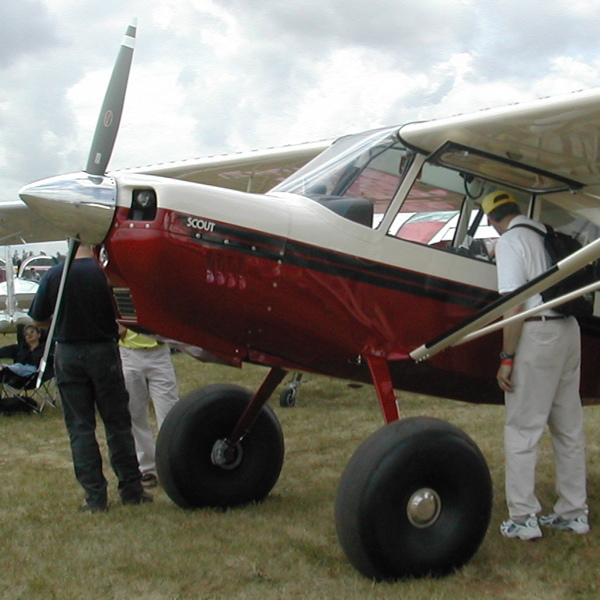
Un American Champion Scout. Les roues surdimensionnées à pneus basse pression sont utilisées sur les pistes non surfacées.

Un avion de brousse est un aéronef d'aviation générale, et plus particulièrement d'aviation de brousse, utilisé pour le fret et le transport de passagers dans les endroits reculés ou les zones peu développées tels que le grand nord canadien, la toundra d'Alaska, la brousse africaine et l'outback australien. On les utilise lorsque les infrastructures de transport sont inadéquates ou inexistantes.

## Principales caractéristiques
Dans la mesure où un avion de brousse est défini par l'usage qui en est fait, une large variété d'appareils de diverses configurations ont été utilisés au fil du temps ; néanmoins, un certain nombre de caractéristiques se retrouvent fréquemment car elles sont particulièrement utiles pour des avions destinés à cet usage :
- un train d'atterrissage prévu pour recevoir des flotteurs, des skis ou un montage skis + roues pour permettre des usages nautiques ou dans la neige (Alaska, Canada, Russie par exemple) ;
- de larges pneus à basse pression, permettant d'utiliser des sols accidentés (dont les célèbres « Tundra Tires (en) »). Il n'est pas rare pour un pilote de brousse d'avoir à décoller ou atterrir sur de tels sols ;
- un train d'atterrissage dit « classique », avec deux roues principales à l'avant et une « roulette » arrière, ce qui diminue le poids et la trainée et permet d'augmenter la charge utile, ainsi que de réduire les contraintes qui s’appliqueraient à une roue de « nez » ;
- des ailes en position haute afin de faciliter le chargement et le déchargement, notamment à partir de darses ; la position haute permet une meilleure visibilité vers le bas durant le vol et limite les risques de dégâts au moment des atterrissages et des décollages. Durant les opérations de chargement et déchargement les voilures hautes sont moins exposées que les ailes en position basse ;
- des capacités à utiliser de courtes longueurs de piste, ce que l'on obtient avec des ailes à fort allongement, munies notamment de volets et de slats destinés à améliorer la sustentation à faible vitesse, permettant des roulages courts au moment des atterrissages et décollages.

## Quelques avions typiques
L'année entre parenthèses est celle du premier vol. Cette liste n'est pas exhaustive.
- Aermacchi AL-60 (1959)
- Antonov An-2 (1947)
- Antonov An-14 (1958)
- Antonov An-28 (1968)
- Antonov An-38 (1994)
- Aviat Husky  (1986)
- Avro Avian (1926)[2],[3]
- Avro Anson (1935)[4]
- Avro York (1942)
- Barkley-Grow T8P-1 (1937)
- Barrows Bearhawk (1995)
- Bellanca Aircruiser (1930)[5]
- Boeing B1E (1928)[6]
- Bristol Freighter  (1945)
- Britten-Norman Islander (1965)
- Cessna Crane (1939)
- Cessna 172 (1956)
- Cessna 180 (1952)
- Cessna 182 (1956)
- Cessna 206 Stationair (1962)
- Cessna 208 Caravan (1982)
- Consolidated Catalina/Canso (1935)[7]
- Curtiss HS (1917)[8]
- Curtiss Robin (1928)
- de Havilland DH.60 Moth (1925)[9],[10]
- de Havilland DH.82 Tiger Moth (1931)
- de Havilland DH.83 Fox Moth (1932)[11]
- de Havilland DH.89 Dragon Rapide (1934)[12]
- de Havilland Canada DHC-2 Beaver  (1947)[13]
- de Havilland Canada DHC-3 Otter (1951)[14]
- de Havilland Canada DHC-4 Caribou (1958)
- de Havilland Canada DHC-6 Twin Otter (1965)[15]
- Dornier Do 27 (1955)
- Douglas Dolphin (1930)
- Douglas DC-3/Douglas C-47 (1935)[16]
- Douglas DC-4[17]
- Fairchild 71 (1926)[18]
- Fairchild 100 (1930)[19]
- Fieseler Fi 156 (1936)
- Fokker F.11 (1928)[20]
- Ford Trimotor (1926)[21]
- GAF Nomad (1971)
- Grumman Goose (1937)[22]
- Howard DGA-15 (1939)
- Junkers F.13 (1919)[23]
- Junkers W 33 (1926)[24]
- Junkers W 34 (1926)[25]
- Junkers Ju 52/1m (1930)[26]
- Lockheed Vega (1927)[27]
- Noorduyn Norseman (1935)[28]
- Pilatus PC-6 Porter/Turbo Porter (1959)
- Piper PA-18 Super Cub (1949)[29]
- Piper PA-23 (1952)
- Polikarpov Po-2 (1927)
- PZL-104 Wilga (1962)
- Sikorsky S-38 (1928)
- Sikorsky S-39 (1929)
- Stinson Reliant (1933)
- Supermarine Sea Otter (1938)
- Yakovlev Yak-12 (1947)

Quelques musées présentent des collections d'avions de brousse :
- Musée de l'aviation du Canada
- Western Canada Aviation Museum